# Carl Sandegren
Carl Friedrich Adolf Sandegren, född den 27 december 1874 i Coimbatore, Sydindien, död den 26 oktober 1968 i  Uppsala, var en svensk missionär. Han var son till Jacob Sandegren och far till Bertil Sandegren.
Sandegren avlade teoretisk och praktisk teologisk examen vid Uppsala universitet 1899 och folkskollärarexamen samma år. Han var Svenska kyrkans missionär i Sydindien 1901–1919, tillförordnad kyrkoherde i Lillkyrka och Boglösa 1924–1937, kyrkoherde i Svinnegarn, Enköpings-Näs och Teda 1937–1945 och tillförordnad kontraktsprost 1939–1945. Sandegren publicerade översättningar av arbeten och uppsatser av Karl Bornhäuser över Bergspredikan, Johannesevangeliet, Hebreerbrevet, Viktiga bibelord, Luthers lilla katekes, Jesu födelse- och barndomshistoria, Nytt ljus över dygn, dag och timme i Nya Testamentet, Jesu stora seger, Åt en okänd Gud, av Joseph Oldham: Kristus och rasproblemet och av Abraham Yahuda: Hebréer och egyptier. Han blev ledamot av Vasaorden 1943. Sandegren vilar på Uppsala gamla kyrkogård.